# Boingo
Boingo — восьмой и последний студийный альбом нью-вейв-группы Oingo Boingo. Это был единственный альбом, записанный для нового лейбла Giant Records, а также единственный альбом, выпущенный в составе 1994—95 годов.

## Музыка
После альбома 1990 года Dark at the End of the Tunnel, фронтмен Дэнни Эльфман почувствовал, что ему снова «начинает надоедать» музыкальное направление группы, и что для того, чтобы оставаться активным, необходимы изменения. В 1994 году он решил реорганизовать группу, убрав духовые и клавишные и добавив второго гитариста Уоррена Фицджеральда.
Boingo был резким отходом от всех предыдущих альбомов группы, показывая длинные структуры песен с сочетанием акустических и электрических гитар. Оркестровые аранжировки появляются на нескольких треках, оркестрованных и дирижированных ведущим гитаристом и аранжировщиком Стивом Бартеком.

## Запись
Запись альбома началась в феврале 1993 года до смены состава, но была отложена, когда Дэнни Эльфман получил заказ на музыку к мультфильму Тима Бертона «Кошмар перед Рождеством». Эльфман утверждал, что большая часть ранних записей была заброшена, хотя ушедшие участники были указаны в финальном выпуске.
На альбоме группа впервые импровизировала в студии какой-то материал, в первую очередь «Pedestrian Wolves» и длинный инструментальный отрывок к «Change». Кавер на песню The Beatles «I Am the Walrus» якобы был джемом, записанным за один дубль, просто «чтобы израсходовать оставшуюся часть [кассеты]», но был позже включён в альбом.
Некоторые песни, записанные между 1993 и 1994 годами, так и не вышли, в том числе «Water» и «Vultures». «Lost Like This» изначально была написана и записана в демоверсии в 1983 году для альбома Good for Your Soul, а затем вновь появилась на концертах в 1993 году с новой аранжировкой.

## Релиз
После его выпуска Эльфман заявил, что Boingo был «самой сложной, весёлой и сложной записью, которую мы когда-либо делали. Это было похоже на то, как будто нам в лицо плескалось ведро холодной воды», и что он «ожидал», что давние фанаты оттолкнут новое звучание.
Giant Records хотели активно продвигать альбом как перезапуск группы. Песни «Hey!» и «Insanity» были выпущены в качестве синглов, последняя сопровождалась зловещим клипом на основе покадровой анимации. Лейбл также надеялся снять музыкальное видео для «Hey!», но это так и не было реализовано. В июле 1994 года «Hey!» достигла 23 места в Billboard Alternative Songs.
Ограниченное издание альбома, разработанное Деборой Норкросс, было выпущено в виде раскладывающегося диджипака, упакованного с тисненым буклетом в твёрдом переплете, содержащим тексты песен и дополнительные фотографии Энтони Артиаги и Мелоди Макдэниел. Также в Европе и Австралии было выпущено специальное издание с дополнительной песней «Helpless», которая ранее появлялась только в качестве би-сайда к синглу компакт-диска «Insanity». Американская и индонезийская кассетные версии альбома также включали «Helpless» в качестве финального трека. Boingo был первым альбомом Oingo Boingo без винилового выпуска.
После выпуска альбома в 1994 году группа неоднократно появлялась на телевидении в новой «скейтерской» внешности, с длинными растрёпанными волосами и свободными футболками, в отличие от их прежних эклектично-костюмированных выступлений на протяжении 1980-х годов. Несмотря на недавние перестановки, в 1995 году Oingo Boingo объявили о своём решении распуститься, сделав Boingo единственным студийным альбомом, выпущенным этим составом.

## Список композиций
Слова и музыка всех песен — Дэнни Эльфмана, кроме «I Am the Walrus»  Джона Леннона и Пола Маккартни.
| №                   | Название              | Длительность |
| ------------------- | --------------------- | ------------ |
| 1.                  | «Insanity»            | 7:58         |
| 2.                  | «Hey!»                | 7:43         |
| 3.                  | «Mary»                | 6:28         |
| 4.                  | «Can't See (Useless)» | 4:35         |
| 5.                  | «Pedestrian Wolves»   | 9:21         |
| 6.                  | «Lost Like This»      | 4:54         |
| 7.                  | «Spider»              | 5:27         |
| 8.                  | «War Again»           | 5:53         |
| 9.                  | «I Am the Walrus»     | 4:09         |
| 10.                 | «Tender Lumplings»    | 0:37         |
| 11.                 | «Change»              | 15:58        |
| Общая длительность: | Общая длительность:   | 73:09        |

| №                   | Название                                                                     | Длительность |
| ------------------- | ---------------------------------------------------------------------------- | ------------ |
| 12.                 | «Helpless» (Только для кассет для США/Австралии и компакт-дисков для ЕС/IDN) | 3:36         |
| Общая длительность: | Общая длительность:                                                          | 76:45        |

## Участники записи
Oingo Boingo
- Дэнни Эльфман — вокал, гитары
- Стив Бартек — ведущие гитары
- Джон Авила[англ.] — бас, вокал
- Джонни «Ватос» Эрнандес — ударные, перкуссия
- Уоррен Фитцджеральд[англ.] — гитары
- Сэм Фиппс[англ.] — тенор и сопрано-саксофоны
- Леон Шнайдерман — баритон-саксофон
- Дейл Тёрнер[англ.] — труба, тромбоны
- Марк Мэнн[англ.] — клавишные, семплы
- Дуг Лейси — аккордеон

Дополнительный персонал
- Рич Самнер — дополнительная перкуссия
- Катура Кларк — дополнительная перкуссия
- Карл Грейвс — бэк-вокал («Lost Like This»)
- Кэмерон Грейвс — бэк-вокал («Insanity»)
- Тейлор Грейвс — бэк-вокал («Insanity»)
- Максин Уотерс — бэк-вокал («Pedestrian Wolves»)
- Джулия Уотерс — бэк-вокал («Pedestrian Wolves»)
- Фред Сейкора — соло-виолончель

Технический персонал
- Дэнни Эльфман — сопродюсер, оркестровые аранжировки
- Стив Бартек — сопродюсер, оркестровый дирижёр, оркестратор
- Джон Авила — сопродюсер
- Шон Мерфи — оркестровый звукорежиссёр
- Брюс Дуков — оркестровый концертмейстер
- Патти Зимитти — оркестровый исполнитель
- Билл Джексон — звукорежиссёр
- Майк Пирсанте[англ.] — второй звукорежиссёр
- Марти Хоренбург — второй звукоинженер
- Стив Томпсон — сомикширование
- Майкл Барбьеро[англ.] — сомикшерование, дополнительная запись
- Майк Баумгартнер — второй звукоинженер (сведение)
- Чед Манси — второй звукоинженер (сведение)
- Джимми «Кинг» Амсон — студия технологий
- Тим Дерфей — студия технологий
- Ник Джин — студия технологий
- Брюс Джейкоби — студия технологий
- Мэтт Луно — студия технологий (Drum Doctors)
- Джордж Марино — мастеринг
- Дебора Норкросс — арт-дирекшн, дизайн
- Энтони Артиага — фотография
- Мелоди Макдэниел[англ.] — фотография группы
- Майк Диль — идеальный шрифт